# 이지바우 폰치스
이지바우 마르케스 키리누 폰치스(브라질 포르투갈어: Edival Marques Quirino Pontes, 1997년 10월 11일~)는 브라질의 태권도 선수이다. 2024년 하계 올림픽에서 페더급 은메달을 획득했으며 세계 선수권 대회에서 은메달 1개(2022)를 획득했다.